# آیگوئل دو تور
آیگوئل دو تور (به لاتین: Aiguille du Tour) یک کوه در سوئیس است که در کانتون وله واقع شده‌است. آیگوئل دو تور ۳٬۵۴۰ متر بالاتر از سطح دریا واقع شده‌است.